# Aeródromo Militar de Pollença

i8
i11
i13
Die Base Aérea de Pollença (bis 2025 Aeródromo Militar de Pollença)  ist ein Militärflugplatz auf der spanischen Balearen-Insel Mallorca. Er befindet sich rund zehn Kilometer östlich vom Zentrum der Stadt Pollença in der Bucht von Port de Pollença. Laut der spanischen AIP ist die Basis als Flugplatz für Wasserflugzeuge und Hubschrauber zugelassen.

## Geschichte
Die Aktivitäten der Luftfahrt mit Flugbooten auf der Baleareninsel geht zurück auf das Jahr 1921. Damals setzten die ersten zivilen Luftfahrtunternehmen ab dem Hafen von Palma de Mallorca und aus der Bucht von Alcúdia Wasserflugzeuge zur Personenbeförderung ein.
Am 25. November 1936 besuchte Major Ramon Franco Bahamonde als damaligem Leiter einer Standortfindungskommission die Buchten von Alcudia und Pollença, um den endgültigen Standort der Militärbasis für Wasserflugzeuge festzulegen. Die Entscheidung der Kommission war für den Standort Pollença gefallen, weil dieser Ort bessere Bedingungen für die Verteidigung gegen einen Angriff von Meerseite anbot. Noch im selben Jahr wurden mehrere Dornier Wal in die Bucht von Pollença verlegt. Es war das erste Mal, dass die militärische Luftfahrt diesen Standort als Basis für Wasserflugzeuge nutzte.
Anfang 1937, nach Abschluss der Bauarbeiten an der Basis Pollença erfolgte die offizielle Einweihung und wurde Stützpunkt der Staffel Grupo de Hidros G-62, die auch zehn Maschinen der in Italien gebauten Wasserflugzeuge CRDA Cant Z.501 betrieb. Diese Seeaufklärer und Fernbomber wurden im Spanischen Bürgerkrieg auf der Seite der Nationalisten von Mallorca aus eingesetzt. Während des Spanischen Bürgerkrieges war Pollença auch Basis der deutschen Seefliegerstaffel 88, die mit Heinkel He 59 ausgerüstet war.
Nach dem Zweiten Weltkrieg wurde die Militärbasis zum Stützpunkt der Escuadrilla de Salvamento, SAR, die im staatlichen Auftrag Such- und Rettungsdienste für Notfälle in der Luft- und Seefahrt durchführt. Die 50. Escuadrilla de Salvamento wurde 1954 mit Grumman SA-16 ausgerüstet, einem Amphibienflugzeug mit hoher Reichweite des US-amerikanischen Herstellers Grumman. Die zweite Staffel, die 58. Escuadrilla de Salvamento setzte ab 1958 vier Dornier Do 24 ein.

## Heute

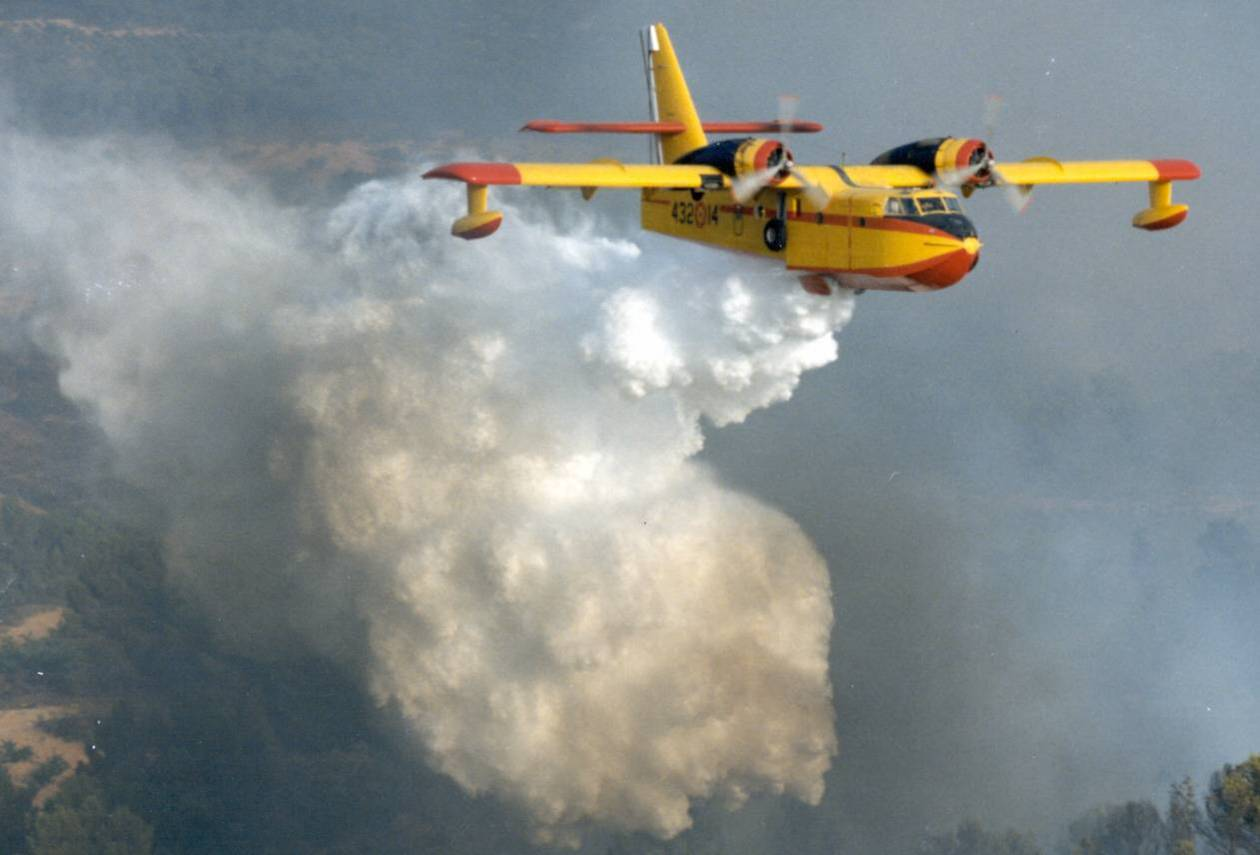
CL-215

Seit 1991 ist die 43. Grupo de Fuerzas Aéreas auf der heutigen Base Aérea de Pollença stationiert. Die vorrangige Aufgabe der Einheit ist die Bekämpfung von Waldbränden und Such- und Rettungsdienst mit ihren Fluggeräten. Die Militärbasis ist Ausbildungs- und Trainingszentrum für Brandbekämpfer in ganz Spanien.

### Flotte
- Mehrzweck-Amphibienflugzeuge vom Typ CL-215, Löschflugzeug des kanadischen Flugzeugherstellers Canadair Group.
- Ab 2006 wird auch das Nachfolgemodell der CL-215 die Canadair CL-415 eingesetzt.[4]